# La Gloria, Jalisco
La Gloria är en ort i Mexiko.   Den ligger i kommunen Arandas och delstaten Jalisco, i den centrala delen av landet, 400 km väster om huvudstaden Mexico City. La Gloria ligger 1 957 meter över havet och antalet invånare är 359.
Terrängen runt La Gloria är kuperad söderut, men norrut är den platt. Runt La Gloria är det ganska tätbefolkat, med 90 invånare per kvadratkilometer. Närmaste större samhälle är Arandas, 11,0 km norr om La Gloria. I omgivningarna runt La Gloria växer huvudsakligen savannskog.